# Girolamo Pallavicino (marchese di Busseto)

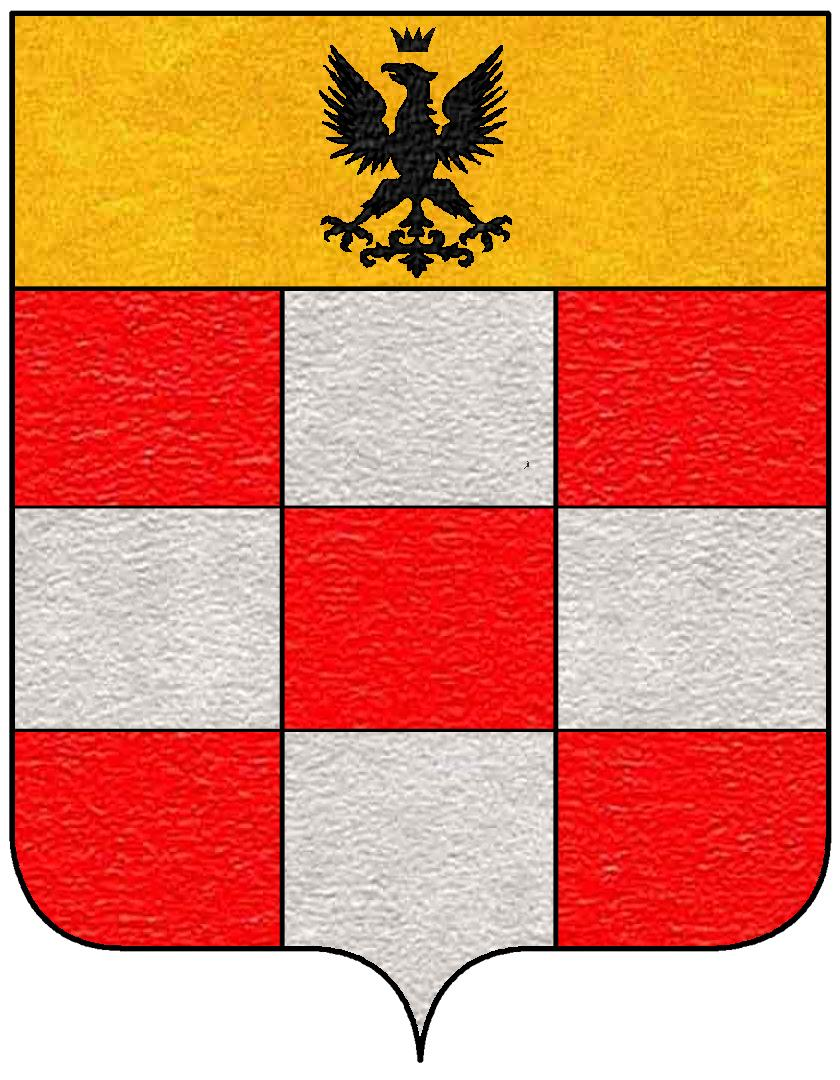
Stemma dei Pallavicino

Girolamo Pallavicino (Busseto, 1508 – Castiglione, 22 aprile 1579) è stato un condottiero italiano, marchese di Busseto.

## Biografia
Nacque a Busseto nel 1508 da Cristoforo Pallavicino e Bona della Pusterla ed ebbe per fratelli Ermes, Antonia, Caterina e Francesco.
Fu capitano dell'esercito di Carlo V e divenne noto per il suo carattere bizzarro. Mentre si trovava alla corte imperiale in Spagna, Giovanni de' Medici saccheggiò Busseto e nel 1530 papa Clemente VII riconobbe a Girolamo la proprietà dei suoi feudi. Nel 1532 rientrò dalla Spagna e l'anno seguente ricevette l'imperatore a Busseto. Nel 1536 fu a combattere i francesi nelle Fiandre a fianco di Ferrante I Gonzaga. Nel 1543 papa Paolo III incontrò a Busseto Carlo V per colloqui nella rocca di Girolamo. Nel 1547 ricevette l'incarico di governatore di Lodi. Nel 1552, ritornato a combattere nelle Fiandre, rimase gravemente ferito, dopodiché si ritirò nel feudo di Castiglione Lodigiano, pervenutogli dai Fieschi in eredità.
Morì nel 1579 a Castiglione e venne sepolto nella chiesa dell'Incoronata. Suo successore fu Sforza Pallavicino, marchese di Cortemaggiore.

## Discendenza
Sposò Beatrice Colonna, figlia di Marcantonio, ma l'unione restò senza figli. Decise quindi, secondo la leggenda, di sposare la prima donna che si fosse presentata a mendicare davanti al suo castello (secondo alcuni, a Busseto, secondo altri a Castiglione). La prescelta fu tale Eleonora Viritelli, una montanara piacentina, che non riuscì a dargli un erede, ma divenne nota per il suo buon cuore e fu molto amata dal popolo.
Pallavicino e la moglie lasciarono i loro beni in eredità all'Ospedale Maggiore di Milano. Con lui si estinse la linea dei Pallavicino di Busseto.